# Sebastian Jehkul
Sebastian Jehkul (* 1993 in Dieburg, Hessen) ist ein deutscher Schauspieler.

## Leben
Sebastian Jehkul wuchs in Nürnberg auf. Sein Schauspielstudium absolvierte er von 2016 bis 2020 am Mozarteum Salzburg. Bereits während seiner Ausbildung wirkte er in mehreren Theaterproduktionen mit, u. a. in Dantons Tod und Drei Schwestern (als Fedotik/Tchebutykin). Am Mozarteum arbeitete er u. a. mit Ulrike Arnold und Helmut Zhuber.
In der Spielzeit 2015/16 gastierte er am Residenztheater München in Anja Sczilinskis Inszenierung „Wir sind jung. Wir sind stark“.
In der Tragikomödie Now or Never (2019), die ihre TV-Erstausstrahlung im Juni 2020 auf Das Erste hatte, spielte er, an der Seite von Michael Pink, Johannes Allmayer, Philippe Graber und Claudia Burckhardt, den jungen „jähzornigen“ Ehemann Daniel, der den Wunsch seiner krebskranken Frau nach Sterbehilfe für Mord hält, und ihr Unterfangen zu verhindern sucht. Außerdem gehörte Jehkul in der Rolle des Deserteurs Rudolph Torsten zur Besetzung des portugiesischen Kriegsfilms Mosquito von João Nuno Pinto, wo seine Figur im Ersten Weltkrieg in Mosambik als deutscher Schutztruppensoldat von den Portugiesen gefangen genommen und ermordet wird.
Sebastian Jehkul lebt in Salzburg.

## Filmografie (Auswahl)
- 2015: Wulla Wussa (Webserie, Serienrolle)
- 2019: Der Alte: Schmutzige Wäsche (Fernsehserie, eine Folge)
- 2019: Now or Never (Fernsehfilm)
- 2020: Zacarias’ Weg (Mosquito) (Kinofilm)
- 2022: Der Taunuskrimi: Muttertag (Filmreihe)
- 2024: SOKO Linz – Schlafende Hunde (Fernsehserie, eine Folge)
- 2025: Watzmann ermittelt – Blutschnee (Fernsehserie, eine Folge)